# Quincy, Illinois
Quincy là một thành phố ở tiểu bang Illinois, Hoa Kỳ. Thành phố này thuộc quận Adams. Thành phố có diện tích km2, dân số là 40.366 người (thời điểm năm 2000). Mùa thu năm 2010, Quincy đã được xếp thứ 8 trong 15 thành phố nhỏ có điều kiện sinh sống gia đình tốt ở Mỹ về các tiêu chí thời gian đi lại, giáo dục phổ thông, thu nhập bình quân họo và giá cả sinh họa, xếp hạng của tạp chí Forbes.